# Corporação de Ciência e Indústria Aeroespacial da China
A Corporação de Ciência e Indústria Aeroespacial da China (em mandarim: 中国航天科工集团; em inglês: China Aerospace Science and Industry Corporation, abreviado para CASIC) é o principal contratante para o programa espacial chinês. É propriedade do Estado e tem uma série de entidades subordinadas que projetam, desenvolvem e fabricam uma série de naves espaciais, veículos de lançamento, sistemas de mísseis estratégicos e táticos e equipamentos de terra. A empresa já passou por inúmeras mudanças de nome, incluindo Ministério da Sétima Indústria de Maquinaria, Ministério da Indústria Aeroespacial, Ministério da Aviação e Indústria Aeroespacial, Corporação Aeroespacial da China, Corporação de Eletrônica e Maquinaria Aeroespacial da China, em julho de 1999, e finalmente o nome atual foi adotado em julho de 2001. A CASIC possui sete academias, duas bases de pesquisa e desenvolvimento científicos, seis empresas listadas públicas, e mais de 620 outras empresas e institutos espalhando por todo o país, com mais de 130.000 funcionários.